# Alfred Stier
Alfred Stier  (* 27. November 1880 in Greiz; † 21. Juli 1967 in Ilsenburg) war ein deutscher Komponist und Landeskirchenmusikdirektor der Evangelisch-Lutherischen Landeskirche Sachsens.

## Leben
Nach dem Besuch der Volksschule ging Stier 1902 zum Studium der Kirchenmusik nach Leipzig. In Limbach erhielt er 1904 seine erste Stelle als hauptamtlicher Kirchenmusiker, 1911 ging er an die Versöhnungskirche nach Dresden. Er war Liedermeister und Ehren-Alter Herr der Sängerschaft Erato Dresden.
Von 1919 bis 1945 war er Schriftleiter der Sächsischen Zeitschrift für Kirchenmusiker, 1933 bis 1944 betätigte er sich als Mitherausgeber von Musik und Kirche. Er gehörte 1928 zu den Dresdener Mitbegründern des Kunstdienstes der evangelischen Kirche. Zum 1. Mai 1933 trat er der NSDAP bei, im selben Jahr wurde er zum Landeskirchenmusikdirektor ernannt. 1947 ging er nach Ilsenburg (Harz), wo er ab 1948 als Landessingwart der Kirchenprovinz Sachsen tätig war. Er leitete zahlreiche Singwochen, Lehrgänge für Chorsingen mit Laien. Er gab alte Kirchenmusik heraus und komponierte selbst Kammermusik, Kantaten, Chorwerke und Lieder. Er wurde 1955 zum Ehrendoktor der Universität Greifswald ernannt. 1967 starb er in Ilsenburg.

## Werke
- Das Heilige in der Musik. Vortrag, gehalten auf dem 2. Kongreß für Kirchenmusik in Berlin Herbst 1925, Kommissionsverlag Emil Weise’s Buchhandlung, Dresden 1926.
- Die Erneuerung der Kirchenmusik. Bärenreiter, Kassel 1926; 2. Auflage ebd. [ohne Jahr, ca. 1932].
- Das Heilige in der Musik, Zweite Auflage, Bärenreiter, Kassel 1931.
- Leitfaden für kirchenmusikalische Arbeit, Posaunen-Verlag, Dresden 1940.
- Der Dienst des Kirchenmusikers. Eine praktische Handreichung für Kantoren und Organisten in Stadt und Land. (Im Dienst der Kirche 9). Bärenreiter, Kassel und Basel 1952.
- Kirchliches Singen, Rufer, Gütersloh 1952.
- Musika, eine Gnadengabe Gottes : vom Dienst der Musik am Menschen. Berlin 1960.
- Lobgesang eines Lebens. Ein Buch der Erinnerung und Hoffnung, Bärenreiter, Kassel usw. 1964.